# Ohios flag
Ohios flag er en splitstander med tre røde og to hvide striber og en blå trekant ved stangen hvorpå der er placeret en hvidkantet rød skive og hvide stjerner. Flaget blev indført 9. maj 1902 og er det eneste af USA's 50 delstatsflag som ikke har en rektangulær form. Flaget er i størrelsesforholdet 8:13.
Formen på flaget erindrer om kavaleriets flag under Den amerikanske borgerkrig. Flaget er tegnet af John Eisenmann, som ønskede at vise delstatens loyalitet over for unionen i flaget, som han tegnede og patenterede i 1901. Den store blå trekant symboliserer Ohios bakker og dale, mens de røde og hvide striber symboliserer vejene og kanalrene i delstaten. De sytten hvide stjerner på den blå trekant symboliserer at Ohio var den syttende delstat som gik med i unionen. Stjernerne er delt i to grupper. De tretten nærmest stangen repræsenterer USA's oprindelige delstater, mens gruppen af fire stjerner i spidsen af trekanten henviser til de fire som tilkom derefter, inklusive Ohio. Den røde cirkel med hvid kant rundt er et "O", første bogstav i delstatens navn. Samtidig symboliserer dette også en kastanje, en henvisning til delstatens tilnavn: "The Buckeye State". 
Ohios flag er sammen med Nepals flag det eneste ikke rektangulære officielle stats- eller delstatsflag. 